# 2 Reyes 23
2 Reyes 23 es el vigesimotercer capítulo de la segunda parte de los Libros de los Reyes de la Biblia hebrea o Segundo Libro de los Reyes del Antiguo Testamento de la  Biblia cristiana El libro es una compilación de varios anales que registran los actos de los reyes de Israel y Judá por un compilador deuteronómico en el siglo VII a. C. con un suplemento añadido en el siglo VI a. C. Este capítulo registra los acontecimientos durante el reinado de Josías, Jeoacaz y Joacim, reyes de Judá.

## Texto
Este capítulo fue escrito originalmente en Lengua hebrea. Se divide en 37 Versículos.

### Testigos textuales
Algunos de los primeros manuscritos que contienen el texto de este capítulo en Hebreo son de la tradición del Texto Masorético, que incluye el Códice de El Cairo (895), el Códice de Alepo (siglo X) y el Códice Leningradensis (1008).
También existe una traducción al griego koiné conocida como Septuaginta, realizada en los últimos siglos a. C. Los manuscritos antiguos existentes de la versión Septuaginta incluyen el Codex Vaticanus (B; {\displaystyle {\mathfrak {G}}}B; siglo IV) y el Codex Alexandrinus (A; {\displaystyle {\mathfrak {G}}}A; siglo V). . El palimpsesto existente AqBurkitt contiene los Versículos 11-27 en griego koiné traducidos por Aquila de Sinope aproximadamente a principios o mediados del siglo II de nuestra era.

## Implementación de reformas religiosas por parte de Josías (23:1-24)

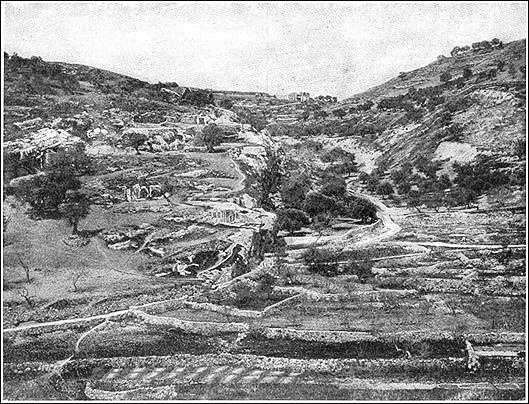
Valle de Hinnom, c. 1900

## Muerte de Josías (23:25-30)

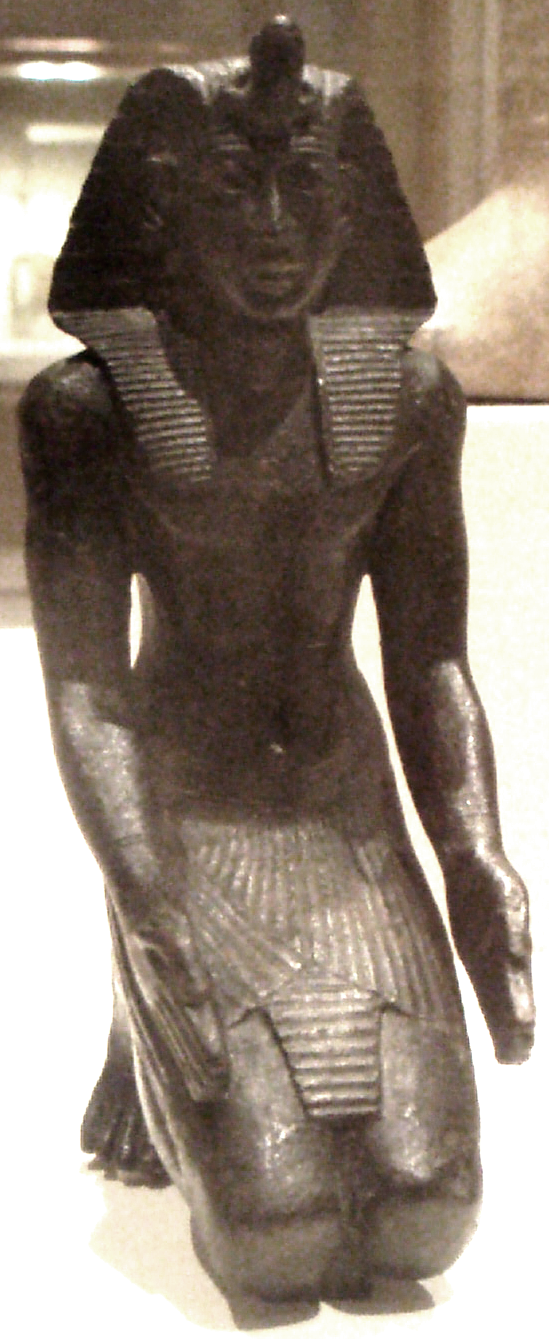
Una estatuilla de bronce arrodillada, probablemente de Necao II, ahora en el Museo de Brooklyn.

## Ilustración

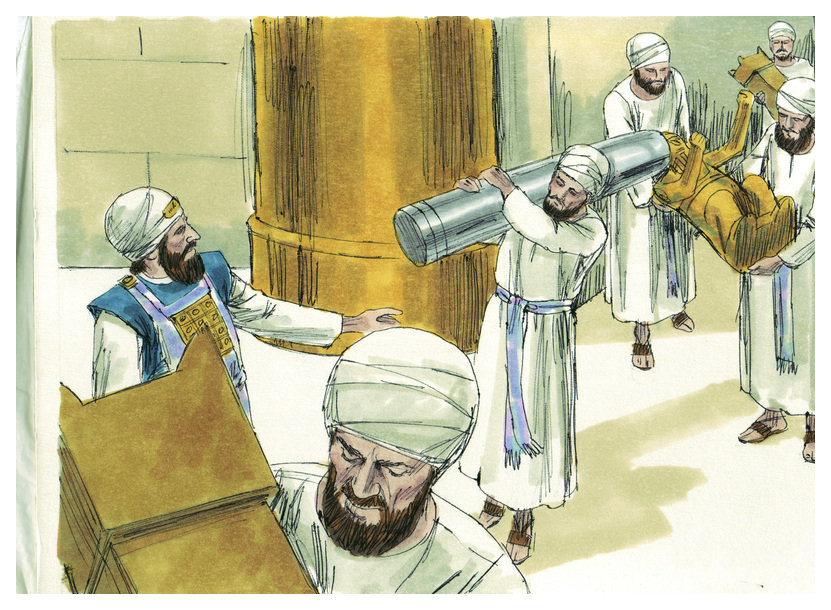
Josías ordenó a los sacerdotes que quitaran los ídolos del templo del Señor
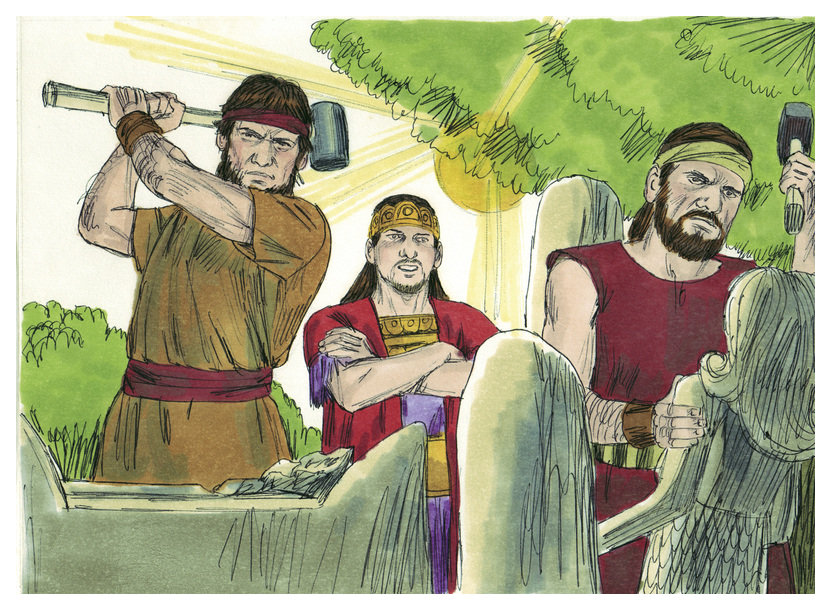
La gente rompió en pedazos los altares de los ídolos
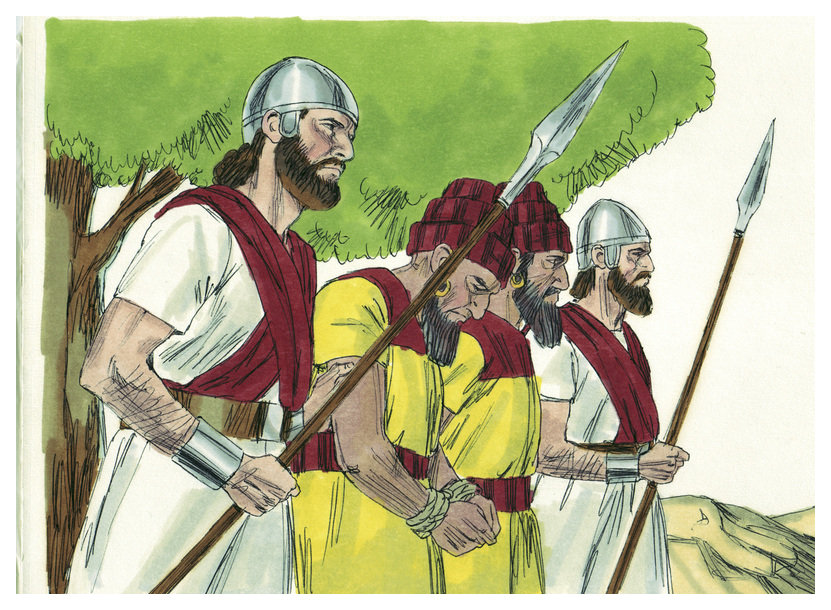
Todos los trabajadores con espíritus familiares, y los magos fueron expulsados de la tierra de Judá
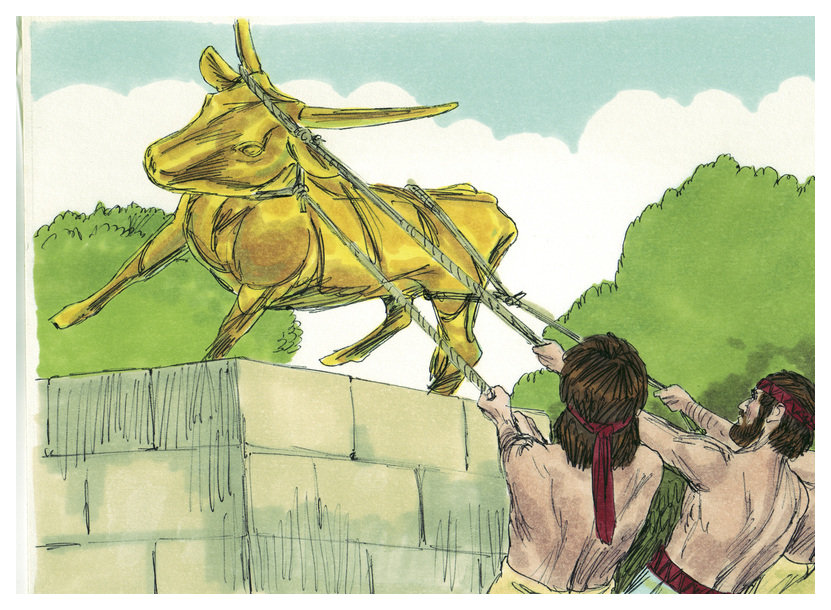
El altar y el lugar alto de Betel fueron derribados.
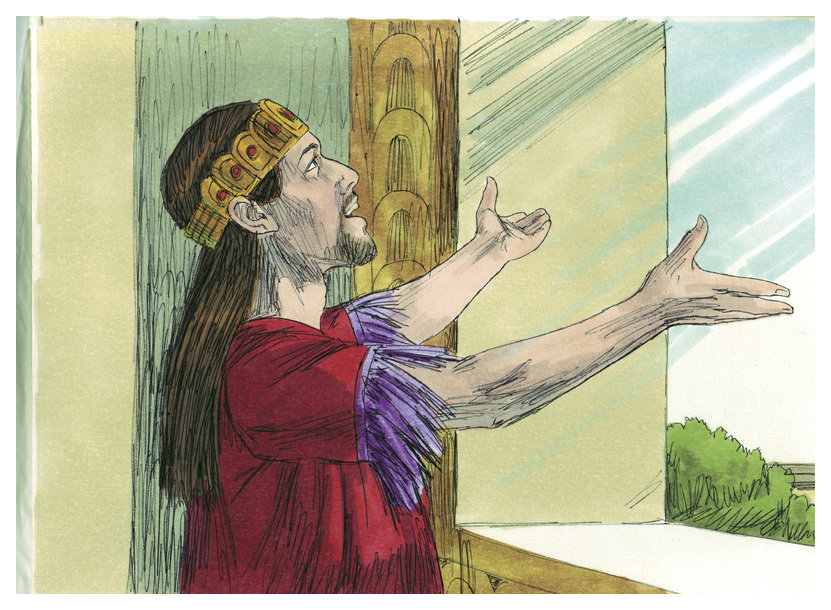
Josías se volvió al Señor con todo su corazón, con toda su alma y con todas sus fuerzas, conforme a toda la ley de Moisés.